# Yamamoto Gonnohyōe
Yamamoto Gonnohyoe (Kagoshima, 26 de novembro de 1852 — Kagoshima, 8 de dezembro de 1933) foi um político do Japão. Ocupou o lugar de primeiro-ministro do Japão de 19 de dezembro de 1912 a 15 de abril de 1914.